# Masako Takeda
Masako Takeda, född 1888, död 1940, var en japansk prinsessa. Hon var dotter till kejsar Meiji av Japan. 
Hennes make var avlägset släkt med kejsarhuset, men 1906 fick han även tillstånd av kejsaren att officiellt grunda en sidolinje av kejsarhuset för att bli en lämplig make till kejsarens dotter; vigseln ägde rum 1908. 
Hon blev änka 1919 och stödde sin son som efterträdde sin far som överhuvud för den kejserliga sidolinjen som barn, vilket innebar en del offentliga uppgifter. Hon arbetade med sociala projekt som ordförande för Kyoritsu.kvinnornas barnavårdsförening och hedersordförande för Tokyo Jiekai-sjukhuset. Efter den manchuriska incidenten 1931 besökte hon skadade och sjuka utan att avslöja sin identitet.